# Ready for the Weekend (singolo)
Ready for the Weekend è un singolo discografico del DJ e produttore discografico scozzese Calvin Harris, pubblicato nel 2009 ed estratto dal suo secondo album in studio, l'omonimo Ready for the Weekend.

## Tracce
- CD Singolo (UK)

1. Ready for the Weekend – 3:37
2. Ready for the Weekend (High Contrast Remix) – 5:42

- 12" (UK)

1. Ready for the Weekend (Original Version) – 3:37
2. Ready for the Weekend (Dave Spoon Remix) – 6:21
3. Ready for the Weekend (Fake Blood Remix) – 5:40

## Video
Il videoclip della canzone è stato diretto dal collettivo Ben Ib e vede la partecipazione di Lauren Pope e Funda Önal.

## Classifiche
| Classifica (2009) | Posizione raggiunta |
| ----------------- | ------------------- |
| Regno Unito       | 3                   |